# Aexpa
Aexpa acrónimo de Aero Expreso del Pacífico, fue una aerolínea colombiana constituida en el año 2002 como transportadora de pasajeros y carga desde el Eje Cafetero y el Pacífico Colombiano, hacia el resto del país su base principal es el Aeropuerto Internacional Matecaña de Pereira.
En un comunicado publicado en su página de Facebook, el 17 de marzo de 2020, anunciaron la suspensión de sus operaciones con una fecha tentativa el 30 de marzo, según la evolución de la pandemia del COVID-19.

## Flota
A diciembre de 2009 la aerolínea posee 9 aviones compuesto así:
- 4 Cessna 402B (8 pasajeros)
- 3 Piper PA-31 350 Navajo (8 pasajeros)
- 1 Piper Seneca II (5 pasajeros)
- 1 Cessna 206TU (5 pasajeros)

## Destinos
- Desde Pereira / Aeropuerto Internacional Matecaña
  - Nuquí / Aeropuerto Reyes Murillo
  - Quibdó / Aeropuerto El Caraño
  - Bajo Baudó / Aeropuerto Pizarro
  - Bahía Solano / Aeropuerto José Celestino Mutis
  - Buenaventura / Aeropuerto Gerardo Tobar Lopez

- Desde Quibdó / Aeropuerto El Caraño
  - Buenaventura / Aeropuerto Gerardo Tobar López (vía Pizarro)
  - Bajo Baudó / Aeropuerto Pizarro
  - Nuquí / Aeropuerto Reyes Murillo
  - Medellín / Aeropuerto Olaya Herrera
  - Pereira / Aeropuerto Internacional Matecaña
  - Bahía Solano / Aeropuerto José Celestino Mutis

- Desde Nuquí / Aeropuerto Reyes Murillo
  - Buenaventura / Aeropuerto Gerardo Tobar López (vía Pizarro)
  - Pereira / Aeropuerto Internacional Matecaña
  - Quibdó / Aeropuerto El Caraño

- Desde Buenaventura / Aeropuerto Gerardo Tobar López
  - Bajo Baudó / Aeropuerto Pizarro